# فيلا (سويسرا)
فيلا (بالألمانية: Wila) هي بلدية ضمن مقاطعة فافيكون في كانتون زيورخ بسويسرا. تبلغ مساحتها 9.21 كيلومتر مربع، ويقدر عدد سكانها بـ 1903 نسمة (حسب تعداد ديسمبر 2007).